# Čirá
Čirá (deutsch Lauterbach) ist ein Ortsteil der Stadt Kraslice in Tschechien.

## Geschichte
Die erste Erwähnung des Dorfes Lauterbach erfolgte am 9. März 1185 in einer Urkunde des Papstes Lucius III., der darin die Besitzungen und Güter des Klosters Waldsassen unter seinen apostolischen Schutz und bestätigt. Viele Orte des Schönbacher Ländchens sind vom Kloster Waldsassen aus gegründet worden, die 1348 Rüdiger von Sparneck erwarb.
Nach dem Münchner Abkommen wurde der Ort dem Deutschen Reich zugeschlagen und gehörte bis 1945 zum Landkreis Graslitz. Im Jahr 1976 wurde Čirá nach Kraslice eingemeindet.

### Einwohnerentwicklung
| Jahr | Einwohnerzahl |
| ---- | ------------- |
| 1869 | 174           |
| 1880 | 146           |
| 1890 | 148           |
| 1900 | 141           |
| 1910 | 127           |

| Jahr | Einwohnerzahl |
| ---- | ------------- |
| 1921 | 129           |
| 1930 | 130           |
| 1950 | 13            |
| 1961 | 30            |
| 1970 | 27            |

| Jahr | Einwohnerzahl |
| ---- | ------------- |
| 1980 | 10            |
| 1991 | 19            |
| 2001 | 27            |
| 2011 | 27            |